# Jules Violle
Jules-Louis-Gabrie Violle (Langres, 16 novembre 1841 – Fixin, 12 settembre 1923) è stato un fisico e inventore francese.

## Biografia

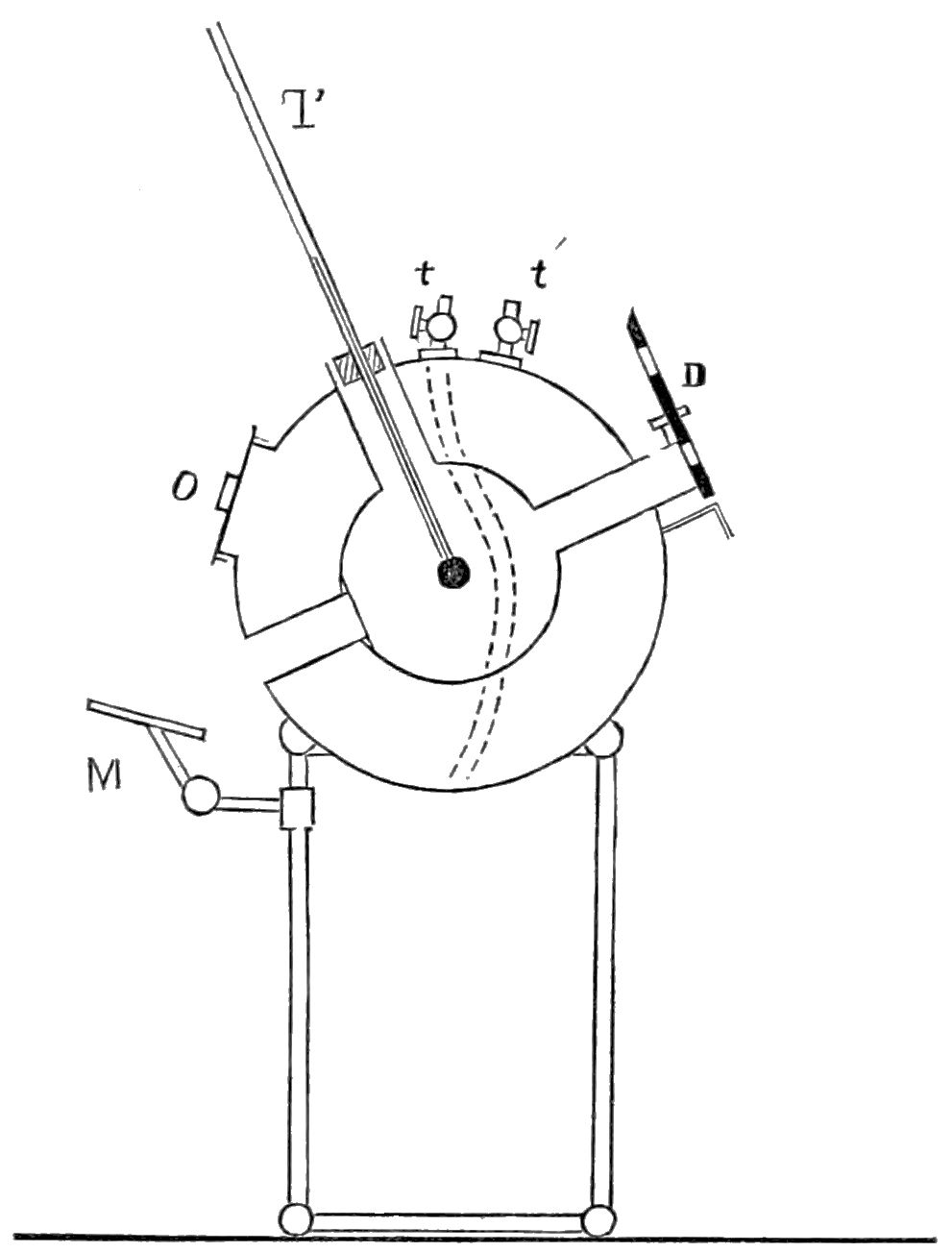
Schizzo del concetto di attinometro di Violle.

È noto per aver determinato la costante solare sul Monte Bianco nel 1875 e per aver proposto, nel 1881, un'unità di misura per l'intensità luminosa, chiamata Violle, uguale alla luce emessa da 1 cm² di platino al suo punto di fusione (1773 °C) in direzione normale alla superficie stessa. È stata la prima unità di misura dell'intensità luminosa che non dipendeva dalle proprietà di una particolare sorgente luminosa. Questo valore era molto maggiore delle misure tradizionali come la potenza di una candela, quindi l'unità standard del Sistema Internazionale candela è stata originariamente definita nel 1946 come 1/60 di Violle.
Durante la sua carriera, Violle ha insegnato in diverse università, tra cui l'Università di Lione e il Conservatoire national des arts et métiers di Parigi. È stato uno dei fondatori dell'Institut d'optique théorique et appliquée e della École supérieure d'optique. Ha inventato e contribuito a migliorare diversi dispositivi per misurare la radiazione e ha determinato i punti di congelamento e punto di fusione del palladio.
Violle è ritenuto da alcuni l'identità segreta di Fulcanelli, un alchimista francese suo contemporaneo, la cui vera identità è ancora oggetto di dibattito.